# Orderico Vitale
Orderico Vitale (Atcham, 16 febbraio 1075 – Saint-Evroult, 1142) è stato un monaco cristiano, storico e cronista inglese, tra i più importanti storiografi della sua epoca, che scrisse una delle grandi cronache contemporanee della Normandia dell'XI e del XII secolo e dell'Inghilterra anglo-normanna: gli viene attribuita la stesura della Historia Ecclesiatica, un'opera che descrive in dettaglio la storia dell'Europa e del Mediterraneo dalla nascita di Gesù Cristo fino alla sua epoca. Gli storici moderni lo considerano una fonte affidabile.

## Biografia
Orderico (lat. Ordericus Vitalis) nacque nello Shropshire, in Inghilterra, in una famiglia nobile, che rivendicava sia l'eredità inglese che quella normanna: il padre era francese (Odelerius, un chierico originario di Orléans) e la madre inglese. Dopo di lui nacquero i suoi due fratelli minori, Benedict ed Everard. Odelerius era entrato al servizio di Roger de Montgomery, primo conte di Shrewsbury, e aveva ricevuto dal suo mecenate una cappella nel 1082.
Quando Orderico aveva cinque anni, i suoi genitori lo mandarono da un monaco inglese, di nome Siward, che teneva una scuola nell'Abbazia dei SS. Pietro e Paolo a Shrewsbury. Orderico ricevette da Siward un'educazione di base nella lettura e nella scrittura, nonché nella storia del popolo degli Angli. All'età di dieci anni, Orderico fu affidato come oblato all'Abbazia di Saint-Evroult in Normandia, che Montgomery aveva precedentemente spogliato, ma che, nei suoi ultimi anni, stava riempiendo di doni. I genitori pagarono trenta marchi per l'ammissione del figlio. Il rispetto di Odelerio per la vita monastica è attestato dal suo stesso ingresso, pochi anni dopo, in un monastero che il conte aveva fondato su sua persuasione. Orderico, invece, si sentì per qualche tempo, come egli stesso afferma, come Giuseppe in terra straniera; non sapeva una parola di francese quando raggiunse la Normandia; il suo libro, sebbene scritto molti anni dopo, dimostra che non perse mai la sua mentalità inglese o il suo attaccamento al paese natale.
Quando Orderico raggiunse l'età per la professione di monaco, i suoi superiori monastici gli diedero il nome religioso di "Vitalis" perché trovavano difficile pronunciare il suo nome di battesimo inglese di Orderico, nome che secondo lui era lo stesso del sacerdote che lo aveva battezzato. Nel titolo della sua grande cronaca, egli antepone il vecchio al nuovo nome e aggiunge con orgoglio l'epiteto Angligena ("di origine inglese").
Orderico divenne diacono nel 1093 e sacerdote nel 1107. Lasciò il suo chiostro in diverse occasioni, parlando di aver visitato Croyland, Worcester, Cambrai (1105) e l'Abbazia di Cluny (1132). Rivolse presto la sua attenzione alla letteratura e sembra che per molti anni abbia trascorso le sue estati nello scriptorium. Alla fine Orderico ottenne la posizione di maestro scriba, copiando numerose opere e allo stesso tempo supervisionando e lavorando con altri scribi del monastero. Come bibliotecario ha catalogato la vasta collezione di opere della biblioteca di Saint-Evroul e ha apportato lui stesso modifiche ad alcune opere. Il suo ruolo di cantore includeva la supervisione della liturgia quotidiana e i compiti dei funzionari durante la messa nell'abbazia. 
I primi sforzi letterari di Orderico furono una continuazione e revisione delle Gesta normannorum ducum di Guglielmo di Jumièges, un'ampia storia dei Normanni e dei loro duchi dalla fondazione della Normandia, che Orderico portò avanti fino all'inizio del XII secolo. Aggiunse anche informazioni su periodi precedenti da altre fonti, ad esempio Gesta Guillelmi di Guglielmo di Poitiers, e incluse informazioni non trovate altrove. Poiché Orderico utilizzava fonti normanne ma scriveva da una prospettiva inglese, il suo racconto Il conte della Conquista normanna è equilibrato, è solidale con entrambe le parti.[13] Questo atteggiamento persiste nella sua Historia Ecclesiastica.
Tra il 1110 e il 1115, i superiori di Orderico gli ordinarono di scrivere la storia di Saint-Evroul. L'opera, la Historia Ecclesiastica, crebbe sotto le sue mani fino a diventare una storia generale della sua epoca. Saint-Evroul era una casa di ricchezza e distinzione: i cavalieri logorati dalla guerra lo scelsero come luogo di riposo per i loro ultimi anni; riceveva costantemente visitatori dall'Italia meridionale, dove aveva stabilito nuove fondazioni, e dall'Inghilterra, dove possedeva vasti possedimenti: pertanto Orderico, sebbene non fosse stato testimone di grandi eventi, ne era ben informato. Orderico è un narratore vivido; i suoi schizzi dei personaggi sono ammirevoli come sintesi delle stime attuali. La sua narrazione è piena di digressioni che sorprendono i lettori che cercano un ordine strettamente cronologico degli eventi, ma è stato sostenuto che le digressioni riflettono il senso di Orderico delle connessioni tra gli eventi (tra la fondazione di Saint-Evroul e la conquista normanna del Sud l'Italia, per esempio) e il suo desiderio di includere nella sua Storia il maggior numero possibile di ricordi di questi colleghi monastici. Si tratterebbe quindi di un'opera veramente collettiva. Orderico trasmette molte informazioni inestimabili non fornite da cronisti più metodici. Getta una pioggia di luce sui costumi e sulle idee della sua epoca, e talvolta commenta con astuzia gli aspetti e le tendenze più ampi della storia. Il suo racconto si interrompe a metà del 1141, anche se aggiunse alcuni ritocchi finali nel 1142. Riferisce che allora era vecchio e infermo (quell'anno avrebbe raggiunto l'età di 67 anni); probabilmente non sopravvisse a lungo al completamento della sua grande opera.

## Historia ecclesiastica
La Historia ecclesiastica è la sua opera principale, alla quale ha lavorato dal 1114 al 1142, è composta da 13 libri e può essere suddivisa in tre sezioni:

### Libri I e II
Scritti tra il 1136 e il 1141 sono storicamente senza valore e sono stati aggiunti, come per un ripensamento, allo schema originale; contengono la storia della cristianità dalla nascita di Cristo. Dopo l'855 diventano una semplice lista dei papi, terminano con il nome di Innocenzo I.

### Libri da III a VI
Sono una storia dell'abbazia di Saint-Évroult, il nucleo originale dell'opera.
Progettati prima del 1122, essi furono scritti per la maggior parte tra il 1123 e il 1131. 
Il quarto e quinto libro contengono una lunga digressione sulle gesta di Guglielmo il Conquistatore in Normandia e Inghilterra.
Hanno scarso interesse per il periodo antecedente il 1067 perché derivano principalmente da due fonti ancora esistenti: le Gesta Normannorum ducum di Guglielmo di Jumièges e la Gesta Guillemi di Guglielmo di Poitiers.
Per il periodo 1067-1071 Orderico segue l'ultima parte delle Gesta Guillemi.
A partire dal 1071 comincia a essere un'autorità indipendente. Ma le sue informazioni sugli eventi politici, in questa parte della sua opera, sono molto meno copiose che nei libri successivi.

### Libri da VII a XIII
Dove le faccende ecclesiastiche sono relegate sullo sfondo.
In questa sezione, dopo aver tratteggiato la storia di Francia sotto i Carolingi e i primi Capetingi, Orderico si dedica agli eventi a lui contemporanei, a cominciare dal 1082 circa.
Egli ha molto da dire riguardo all'Impero, al Papato, ai Normanni di Sicilia e Puglia, alla Prima crociata (per la quale egli segue Fulcherio di Chartres e Baudri de Bourgueil).
Ma il suo interesse primario è nelle storie di Roberto II di Normandia, Guglielmo il Rosso ed Enrico I d'Inghilterra.
Poi continua in forma di annali fino alla sconfitta e cattura di Stefano d'Inghilterra a Lincoln nel 1141.